# Benedetto Brin (sommergibile)
Il Benedetto Brin fu un sommergibile della Regia Marina, capoclasse della classe omonima.

## Storia
Dal 20 gennaio 1939 fu impiegato in Mar Rosso ed Oceano Indiano (dal 19 giugno al 5 luglio 1939 compì una crociera in Oceano Indiano insieme ad un altro sommergibile, l'Otaria, con risultati piuttosto deludenti), ma all'entrata in guerra dell'Italia era l'unico sommergibile della sua classe a non essere in Mar Rosso, ne era rientrato il 4 marzo definitivamente.
Dopo quattro missioni in Mediterraneo prive di risultati, nell'ottobre 1940 fu inviato in Atlantico: partì il 28 ottobre al comando del tenente di vascello Luigi Longanesi Cattani (in comando dall'11 gennaio 1939) e il 4 novembre passò lo stretto di Gibilterra; dopo essere venuto a galla, nonostante si trovasse in acque territoriali spagnole, fu attaccato da due cacciatorpediniere inglesi che cercarono di speronarlo (non aprirono il fuoco proprio perché nelle acque di una nazione neutrale); il sommergibile si rifugiò a Tangeri insieme al sommergibile Michele Bianchi del capitano di corvetta Adalberto Giovannini ove riparò un guasto alle batterie e ripartì poi nella notte fra il 12 ed il 13 dicembre.
Il 18 dicembre giunse all'imboccatura della Gironda e fu attaccato dal sommergibile del Regno Unito Tuna: nello scontro il Tuna lanciò dieci siluri, il Brin due ed entrambi aprirono il fuoco col cannone; avvistati poi due pescherecci che scambiò per cacciatorpediniere, il Tuna preferì allontanarsi (nessuno dei due sommergibili riportò danni).
Svolse cinque missioni in Atlantico; il 13 giugno 1941 attaccò un convoglio del Regno Unito affondando, in un quarto d'ora, il piroscafo Djurdjura (3460 tsl) e l'ellenico Eirini Kyriakydes (3781 tsl); forse danneggiò anche due mercantili del convoglio «SL. 76» (per complessive 3400 tsl).
Se ne decise poi il rientro in Mediterraneo: partì il 20 agosto 1941 e arrivò a Messina i 10 settembre, svolgendo varie infruttuose missioni.
A inizio agosto fu inviato tra l'Algeria, Ibiza e Maiorca, in un'area compresa tra i meridiani 1°40' E e 2°40' E. Il 10 agosto gli fu ordinato di segnalare qualunque avvistamento e di attaccare solo dopo: era infatti iniziata l'operazione britannica «Pedestal», poi sfociata nella Battaglia di mezzo agosto, e si rendeva necessario che la formazione nemica fosse attaccata da numerosi sommergibili. Il sommergibile non ebbe comunque modo di portarsi all'attacco.
La sera del 10 giugno 1943 avvistò un convoglio nei pressi di Bougie e lanciò rispettivamente quattro e tre siluri contro due piroscafi, dei quali il primo fu visto essere colpito da due armi e sbandare sulla sinistra, mentre di quelli lanciati contro il secondo furono avvertite due esplosioni (non ci sono tuttavia conferme di danneggiamenti).
Il 7 settembre 1943, nell'ambito del Piano «Zeta» di contrasto al previsto sbarco alleato nell’Italia meridionale, fu disposto in agguato (unitamente ad altri dieci sommergibili) nel Basso Tirreno, tra il Golfo di Gaeta ed il Golfo di Paola. Nella serata di quel giorno fu solo per uno scherzo della sorte che il sommergibile non venne affondato: verso le otto di sera del 7 settembre, il sommergibile del Regno Unito Shakespeare, in navigazione al largo di Punta Licosa, aveva avvistato due sommergibili italiani – il Velella ed il Brin – che procedevano con rotte parallele alla sua, ai suoi due lati; aveva scelto di attaccare il Velella perché, essendoci il tramonto e trovandosi il Velella verso il mare aperto, questo era chiaramente visibile in controluce, mentre il Brin navigava nei pressi della costa e con essa si confondeva per via della sopraggiungente oscurità. Colpito da quattro siluri, il Velella era affondato all'istante con tutto l'equipaggio. Dal Brin fu poi avvertita anche un'esplosione subacquea, chiaro epitaffio dell'altro sommergibile.
All'annuncio dell'armistizio si consegnò agli Alleati a Bona e il 16 settembre fu trasferito a Malta (in gruppo con altri cinque sommergibili e sotto la scorta del cacciatorpediniere Isis) e da lì rientrò a Taranto il 13 ottobre 1943, assieme ad altri 14 sommergibili per lavori; fra il maggio 1944 ed il dicembre 1945 fu impiegato per l'addestramento delle unità antisommergibili del Regno Unito a Colombo (Ceylon).
Radiato il 1º febbraio 1948 fu poi demolito.
In Mediterraneo aveva effettuato 17 missioni offensive e 16 di trasferimento, navigando per 26.426 miglia; fu l'unico dei cinque sommergibili della sua classe a sopravvivere alla guerra.